# M/S Marie
M/S Marie, färja 327, är en av Trafikverket Färjerederiets sex största vägfärjor. Den trafikerar Hönöleden tillsammans med M/S Ada, M/S Beda och M/S Göta. Av samma storlek är också M/S Gullmaj. Dessa fem färjor har en kapacitet på 75 bilar och 397 passagerare. Koefficienten för lastförmåga är 400. 

## Historia
Marie trafikerade under perioden 1992-1995 Gullmarsleden under namnet M/S Gullmari. Även mellan december 2006 och februari 2007 sattes hon i trafik på Gullmarsleden som förstärkning i samband med att Europaväg 6 och länsväg O 832 (gamla E6) drabbats av ett omfattande jordskred.